# Orliac
Orliac – miejscowość i gmina we Francji, w regionie Nowa Akwitania, w departamencie Dordogne.
Według danych na rok 1990 gminę zamieszkiwały 72 osoby, a gęstość zaludnienia wynosiła 7 osób/km² (wśród 2290 gmin Akwitanii Orliac plasuje się na 1102. miejscu pod względem liczby ludności, natomiast pod względem powierzchni na miejscu 1043.).